# 石油焦

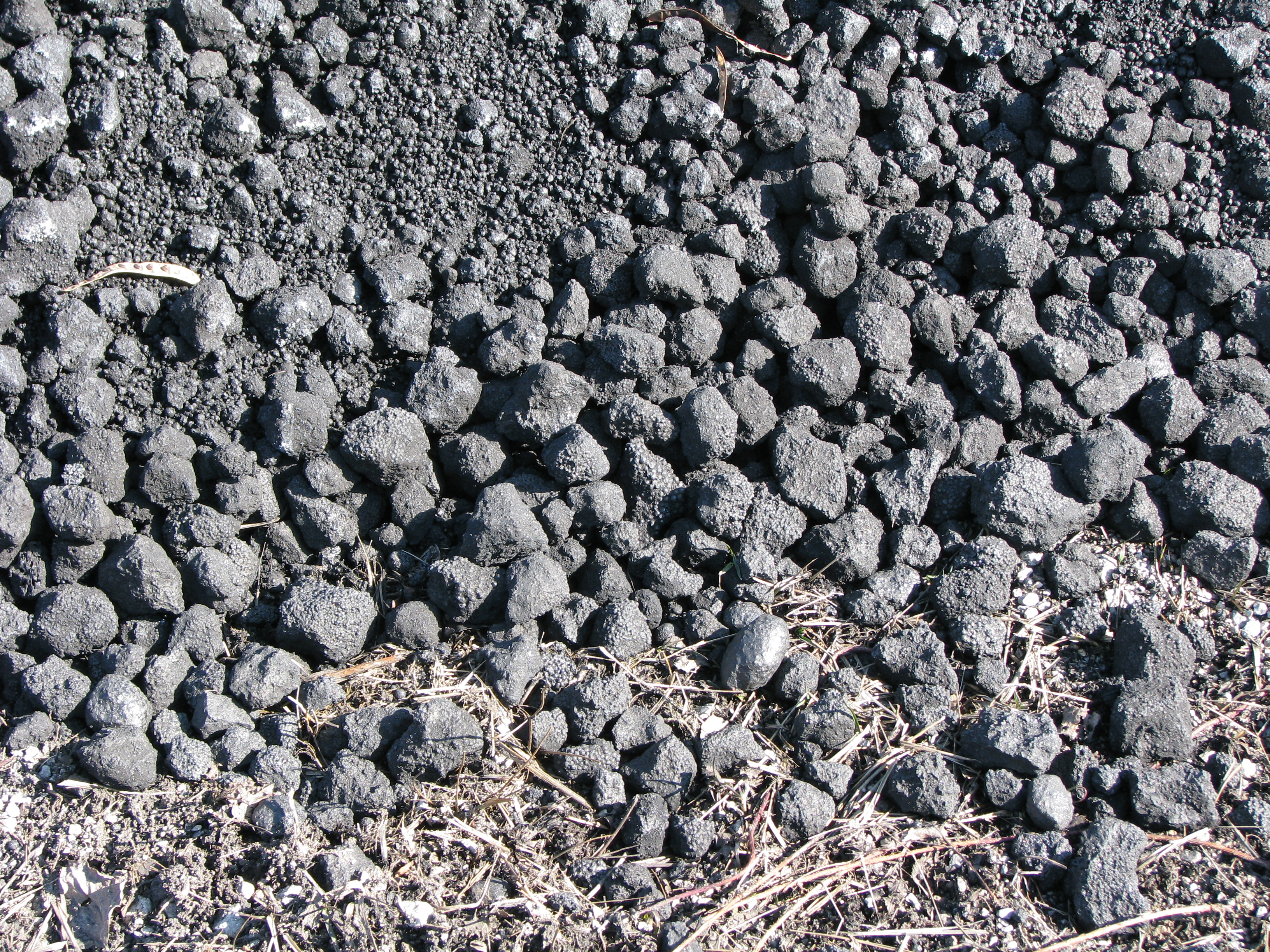
石油焦

石油焦（Petroleum Coke）是石油炼制过程中的副产品，是由延遲結焦裝置（Delayed coker）生产的黑色固体或粉末。根据石油焦的结构和外观，又分为针状焦、海绵焦和弹丸焦。

## 特点
石油焦具有灰分低，热值高的特点。含有一定量的硫、氮、氢和氧元素，以及一些金属元素，其中钒含量较高。

## 生产
随着原油变重、重质燃油市场缩小以及环保对汽油、柴油质量要求的提高，焦化已经成为重要的渣油加工手段，随之而来的是越来越多的石油焦投入市场。
到2002年，中国有31套延迟焦化装置，总加工能力超过2300万噸每年，年生产延迟石油焦500万噸。